# Issaka Dabore
Issaka Dabore nebo také Issake Daboré (1940 Dingazi – 25. prosince 2021) byl nigerský boxer, známý pod přezdívkou Aradou, což v hauštině znamená „hrom“. Reprezentoval na třech olympiádách: v roce 1964 vypadl ve čtvrtfinále váhy do 67 kg, v roce 1968 vypadl ve třetím kole váhy do 63,5 kg a v roce 1972 získal ve váze do 63,5 kg bronzovou medaili. Byla to historicky první nigerská olympijská medaile a jediná až do roku 2016, kdy skončil na druhém místě v taekwondu Abdoul Razak Issoufou. Na OH 1972 byl Dabore také vlajkonošem nigerské výpravy. Kromě toho vyhrál Hry přátelství frankofonní Afriky v letech 1961 a 1963 a byl druhý na Afrických hrách v letech 1965 a 1973. Je po něm pojmenováno Complexe Sportif Issaka Daboré v nigerské metropoli Niamey. Jeho syn Boubacar Daboré je rovněž boxerem.